# 竹村真太郎
竹村 真太郎（たけむら しんたろう、1971年 - ）は、日本のアートディレクター、グラフィックデザイナー。東京都出身

## 来歴
広告、グラフィックデザイン、サイン、タイプデザイン、パッケージデザイン、CI、VIを手がける。
サイトウマコトに師事。
東京TDC・日本グラフィックデザイナー協会会員。

## 略歴
- 1971年 - 東京都生まれ
- 1992年 - 東京デザイナー学院卒業
- 2002年 - 毎日広告デザイン賞 発言広告の部・優秀賞 受賞
- 2009年 - 第9回世界ポスタートリエンナーレトヤマ2009 A部門 入選
- 2012年 - 第10回世界ポスタートリエンナーレトヤマ2012 A部門 入選
- 2014年 - モスクワ・グラフィックデザイン・ビエンナーレ 入選
- 2015年 - 第11回世界ポスタートリエンナーレトヤマ2015 A部門 入選

## 主な掲載図書
- 2014年7月 - 『ジャパン・クリエイターズ2014』（カラーズ）
- 2015年2月 - 『MdNデザイナーズファイル2015』（MdN書籍編集部）